# Пружани
Пружани (біл. Пружаны) — місто в Білорусі, центр Пружанського району Берестейської області. Розташований на річці Мухавець (басейн Західного Бугу), за 89 км на північний схід від міста Берестя, за 13 км від залізничної станції Оранчиці (на лінії Барановичі — Берестя). Вузол автомобільних доріг на міста Берестя, Високе, Береза, Слонім, Кобринь.

## Географія

### Клімат
Клімат у населеному пункті вологий континентальний («Dfb» за класифікацією кліматів Кеппена). Опадів 596 мм на рік. Найменша кількість опадів спостерігається в лютому й сягає у середньому 29 мм. Найбільша кількість опадів випадає в липні — близько 78 мм. Різниця в опадах між сухими та вологими місяцями становить 49 мм. Пересічна температура січня — -5,2 °C, липня — 17,8 °C. Річна амплітуда температур становить 23,0 °C.
| Клімат                            | Клімат | Клімат | Клімат | Клімат | Клімат | Клімат | Клімат | Клімат | Клімат | Клімат | Клімат | Клімат | Клімат |
| Показник                          | Січ.   | Лют.   | Бер.   | Квіт.  | Трав.  | Черв.  | Лип.   | Серп.  | Вер.   | Жовт.  | Лист.  | Груд.  | Рік    |
| Середній максимум, °C             | −2,2   | −0,8   | 4,2    | 12,4   | 18,9   | 22,1   | 23,4   | 22,9   | 18,0   | 11,8   | 4,7    | 0,1    | 11,3   |
| Середня температура, °C           | −5,2   | −4     | 0,4    | 7,4    | 13,3   | 16,5   | 17,8   | 17,3   | 13,0   | 7,8    | 2,3    | −2,4   | 7,0    |
| Середній мінімум, °C              | −8,1   | −7,2   | −3,3   | 2,5    | 7,7    | 11,0   | 12,3   | 11,7   | 8,1    | 3,8    | −0,1   | −4,8   | 2,8    |
| Норма опадів, мм                  | 37     | 29     | 32     | 41     | 56     | 73     | 78     | 65     | 55     | 43     | 43     | 44     | 596    |
| --------------------------------- | ------ | ------ | ------ | ------ | ------ | ------ | ------ | ------ | ------ | ------ | ------ | ------ | ------ |
| Джерело: Climate-Data.org (англ.) |        |        |        |        |        |        |        |        |        |        |        |        |        |

## Історія
Пружани відомі з 1487 року як поселення Добучин Брест-Литовського воєводства Великого князівства Литовського.
Після смерті кобринського князя Івана (Яна) Семеновича Добучин перейшов до його жінки Федори (Теодори). В 1519 році польський король Сигізмунд I Старий передав цю місцевість кобринському старості маршалку Костевичу.
З 1532 року поселення належало королеві Боні Сфорца (другій жінці Сигізмунда, за походженням італійці). У 1563 році було 1250 мешканців, 7 вулиць, 278 дворів. Існував «королівський двір» — дерев'яний палац з господарськими будовами. З 1566 у Брестському повіті Великого князівства Литовського.
3 травня 1588 дочка Бони Сфорца Ганна Ягелонка надала поселенню магдебурзьке право і герб міста, запозичений від сім'ї Сфорца: в срібному полі в'ється змія (вуж), з пащі якої видно напівпроковтнуту дитину. В привілеї був дозвіл на два ярмарки на рік. В привілеї була зазначена сучасна назва Пружани, яка була відома й раніше. На думку деяких істориків, походження назви Пружани пов'язане з поселенням коло Добучина прусів.
Привілей підтверджений 6 травня 1589 грамотою Сигізмунда ІІІ Вази з наданням додаткових привілеїв (чотири ярмарки на рік). У документах за 1597 рік відзначені палац, 2 флігелі, господарські будови, млин. З початку 17 століття в місті почалося гончарство на продаж. Місто дуже постраждало під час воєн XVII—XVIII століть (вцілила тільки п'ята частина забудівлі), до кінця XVIII століття місто відновилося, у 1791 — 2094 мешканців.
Після приєднання до Росії в 1795 році Пружани стають центром повіту спочатку Слонімської, потім Литовської, Гродненської, Литовсько-Гродненської губерній. Катерина ІІ подарувала Пружанський ключ графу, генералу-фельдмаршалу Румянцеву-Задунайскому, який швидко розпродав місто Трембіцькому, Булгарину, Влодкам і Швиковському. В російсько-французьку війну 1812 року Пружани зайняті і розграбовані наполеонівськими військами. В 1817 році в місті 824 мешканців. В 1838 році у місті три забруковані вулиці; діяло дворянське училище (130 учнів), шпиталь, аптека. Біля міста працювала цегельня.
Серед повітових міст Гродненської губернії Пружани були найбіднішими, але, не зважаючи на це, в середині 19 століття кожну зиму відбувалися театральні постановки. У 1845 місто отримало інший герб (на світло-коричневому полі ялинка, на гілках якої висить труба мисливця). У 1857 — 5665 мешканців. Під час повстання 1863–1864 на Пружанщині діяли загони Р. Рогінського, С. Сангина і Б. Рильського, 13 лютого 1863 року Пружани були зайняті повстанцями. В 1897 році в місті 7634 мешканця, з яких 67,5 % євреїв, 25,6 % православних, 6,2 % католиків; 14 дрібних підприємств, 2 церкви, костел, синагога. У XIX — 1-й половині XX століття Пружани відомі як центр гончарного ремісництва.
У серпні 1915 року Пружани були зайняті військами Німеччини, в березні 1919 року — Польщі. При владі Польщі, в складі якої місто перебувало з 1921 по 1939 рік, Пружани — центр повіту Поліського воєводства. Діяло «Товариство білоруської школи». 18 квітня 1934 року частина території маєтку Губернія і фільварок Августиновка увійшли до складу міста Пружани.
З вересня 1939 у БРСР, з 15 січня 1940 — центр Пружанського району. На теренах Пружанщини діяло ОУН що належало до Кобринського надрайону «Лан» — провідник Арсен Клиновий («Шах»).
З 26 червня 1941 року по 17 липня 1944 року Пружани були окуповані німецько-фашистськими загарбниками. В 1941 нацисти створити єврейське гетто. За роки війни житловий фонд був зруйнований на 70 %, знищено більше 4 тисяч чоловік. Протягом 28-31 січня 1943 року нацисти депортували близько 10000 євреїв з Пружан до Аушвіц через Біркенау, де чоловіки, жінки і діти були безжально ліквідовані.
Сьогодні в місті проживає 19 300 жителів. Промисловість Пружан представлена підприємствами, переробниками сільськогосподарської сировини (молочний комбінат, льнозавод, плодоконсервний завод, комбінат кооперативної промисловості), заводом радіодеталей, комбінатом будівельних матеріалів, лісгоспом, що має свою виробничу базу, та іншими підприємствами.
У середині XIX століття багатий польський магнат Валентин Швиковський заклав парк (зараз парк «Пружани») і побудував палац, який можна побачити й сьогодні, в ньому зараз діє краєзнавчий музей. У місті також збереглися пам'ятки архітектури — каплиця (1852), собор Олександра Невського (1866), торгові ряди (1896). Встановлені пам'ятники: В. З. Хоружій, льотчику С. М. Гудимову, радянським льотчикам, на братських могилах червоноармійців, радянських воїнів і партизан.
Восени 2003 року в Пружанах був проведений республіканський конкурс «Дажинкі», внаслідок чого в місті з'явилися нові архітектурні споруди, і вигляд міста суттєво змінився. У 2006 році в Пружанах було відкрито Льодовий палац (вперше у місті районного підпорядкування з'явилося таке).

## Населення
За переписом населення Білорусі 2009 року чисельність населення міста становила 19 032 особи.

### Національність
Розподіл населення за рідною національністю за даними перепису 2009 року:
| Національність                | Осіб  | Відсоток |
| ----------------------------- | ----- | -------- |
| білоруси                      | 16988 | 89,26 %  |
| росіяни                       | 1318  | 6,93 %   |
| українці                      | 360   | 1,89 %   |
| поляки                        | 270   | 1,42 %   |
| національність не вказана     | 14    | 0,07 %   |
| татари                        | 13    | 0,07 %   |
| національність не повідомлена | 11    | 0,06 %   |
| литовці                       | 8     | 0,04 %   |
| молдовани                     | 8     | 0,04 %   |
| узбеки                        | 7     | 0,04 %   |
| азербайджанці                 | 6     | 0,03 %   |
| євреї                         | 4     | 0,02 %   |
| дві та більше національності  | 4     | 0,02 %   |
| осетини                       | 3     | 0,02 %   |
| вірмени                       | 2     | 0,01 %   |
| німці                         | 2     | 0,01 %   |
| латиші                        | 2     | 0,01 %   |
| башкири                       | 2     | 0,01 %   |
| комі-перм'яки                 | 2     | 0,01 %   |
| грузини                       | 1     | 0,01 %   |
| китайці                       | 1     | 0,01 %   |
| казахи                        | 1     | 0,01 %   |
| чуваші                        | 1     | 0,01 %   |
| мордва                        | 1     | 0,01 %   |
| естонці                       | 1     | 0,01 %   |
| гагаузи                       | 1     | 0,01 %   |
| чехи                          | 1     | 0,01 %   |
| Разом                         | 19032 | 100 %    |

## Відомі люди
- Гершгорин Семен Аронович (1901—1933) — російський математик.
- Кочетков Ігор Олексійович (нар. 1941) — радянський артист балету.
- Яновська Софія Олександрівна (1896—1966) — радянський математик.
- Ясинський Володимир Кирилович (* 1940) — український науковець у галузі математичної кібернетики. Доктор фізико-математичних наук, професор, академік АН ВШ України

## Зображення

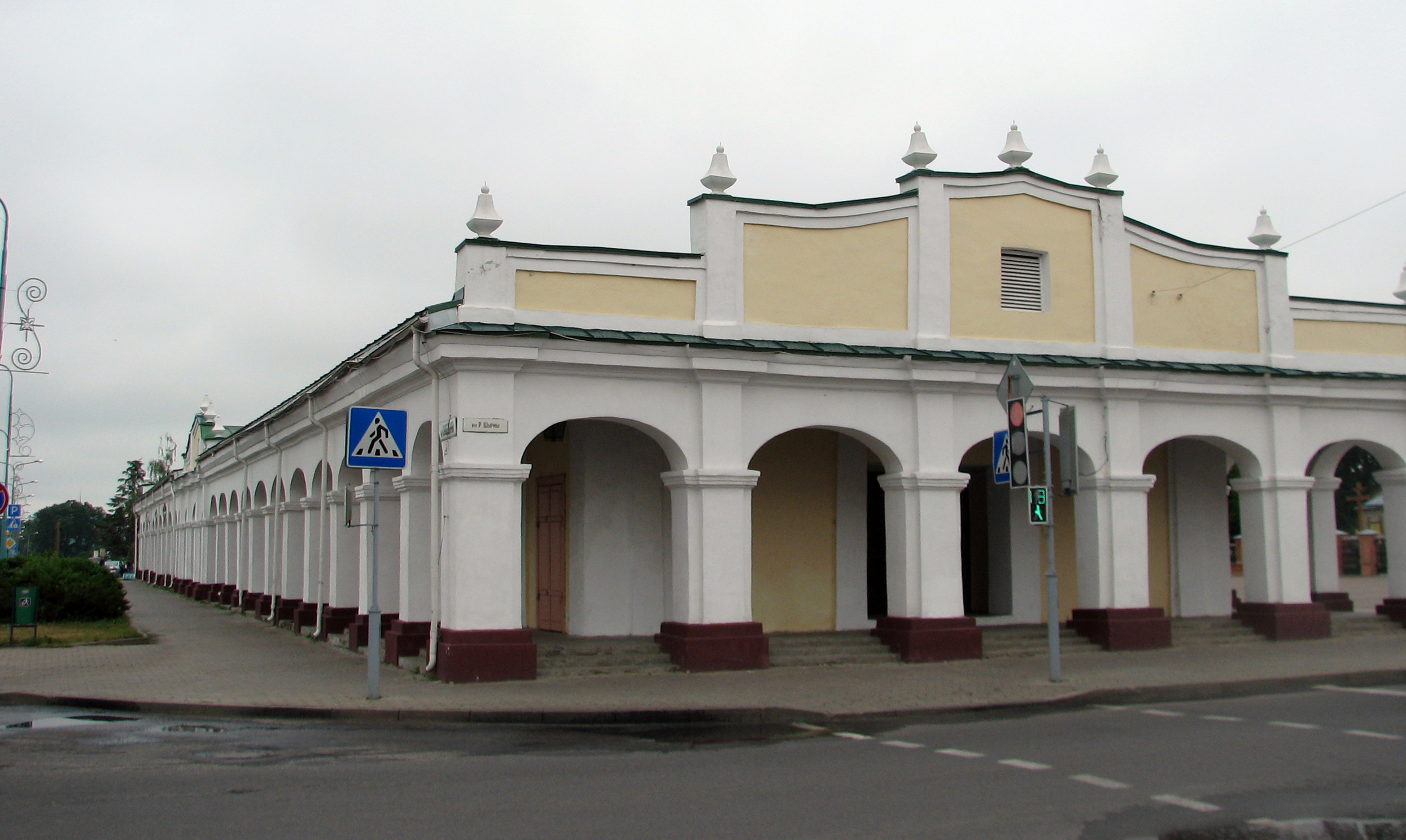
Торгові ряди «Білі лавки»
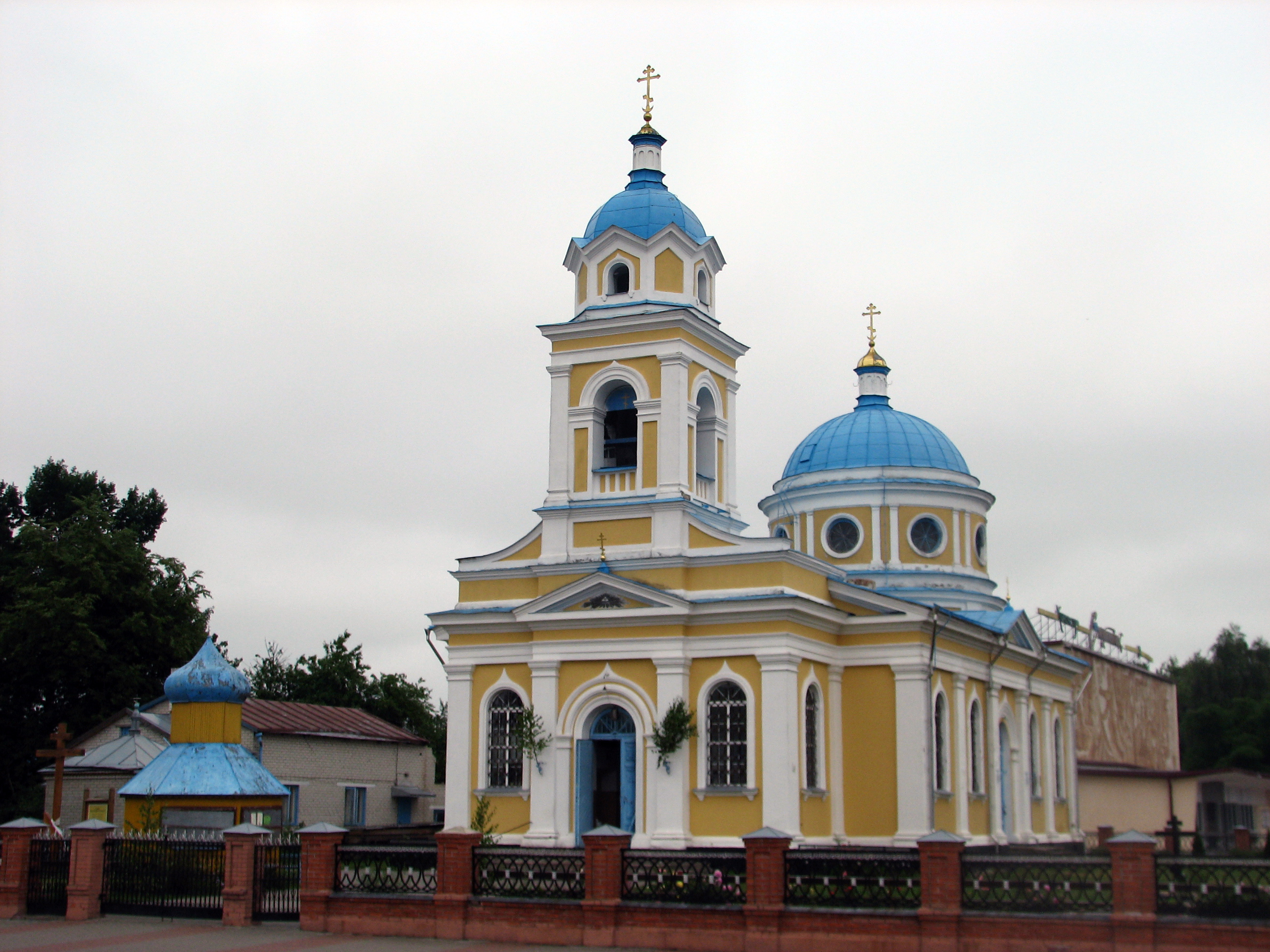
Собор Олександра Невського
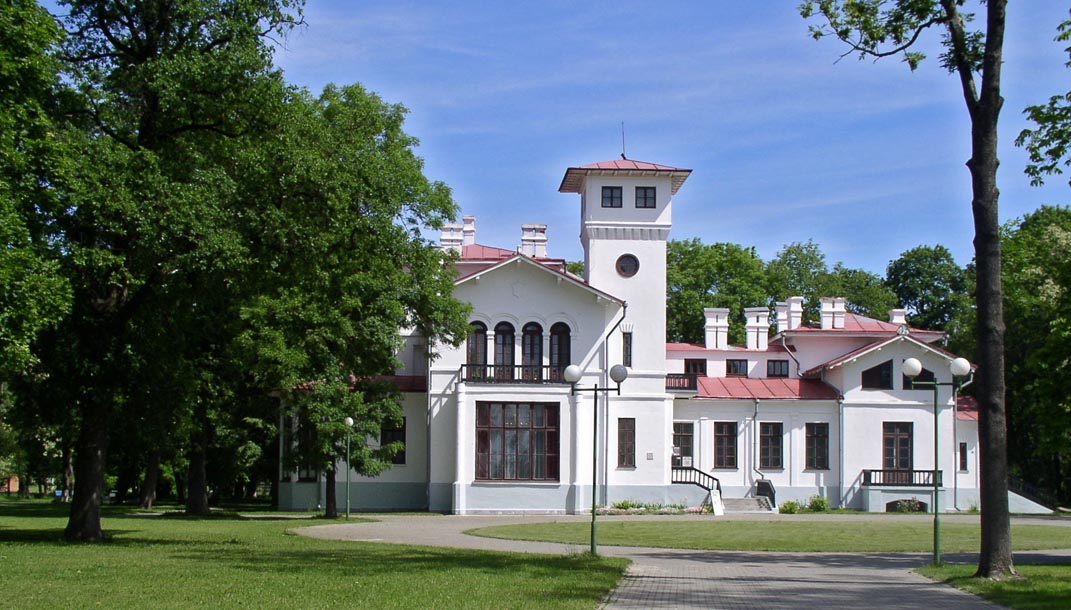
Садибно-парковий комплекс Штиковських
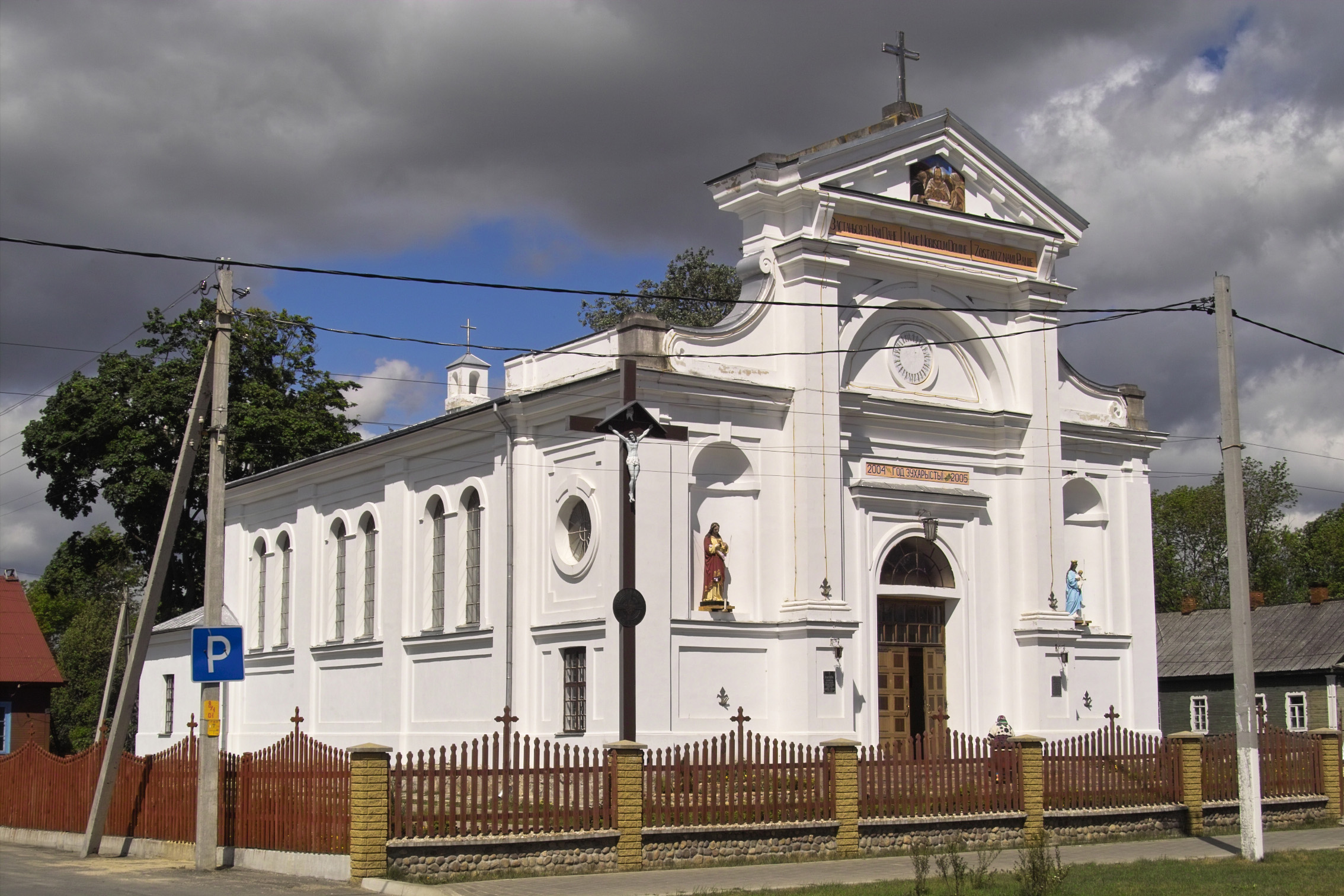
Пружанський костел